# Saint-Sébastien-d'Aigrefeuille
Saint-Sébastien-d'Aigrefeuille är en kommun i departementet Gard i regionen Occitanien i södra Frankrike. Kommunen ligger i kantonen Anduze som tillhör arrondissementet Alès. År 2022 hade Saint-Sébastien-d'Aigrefeuille 510 invånare.

## Befolkningsutveckling
Antalet invånare i kommunen Saint-Sébastien-d'Aigrefeuille
Referens:INSEE